# Ximena Romo
Pour les articles homonymes, voir Romo.
Ximena Romo Mercado, née à Mexico le 14 avril 1990, est une actrice de cinéma mexicaine.

## Biographie
Ximena Romo, née le 14 avril 1990 à Mexico, est la fille de Horacio Romo Vázquez, ingénieur électricien et dirigeant du Syndicat des électriciens mexicains Sindicato Mexicano de Electricistas (es) et de Patricia Mercado, femme politique et sénatrice mexicaine, militante du parti Movimiento Ciudadano et du Partido Alternativa Socialdemócrata (es), candidate à la présidence du Mexique en 2008. Elle est la sœur de Horacio Romo Mercado, réalisateur et acteur mexicain,,.
Ximena Romo est diplômée de la Casa Azul Artes Escénicas Argos. Elle débute dans le cinéma en 2008 aux côtés de Geyrardo Naranjo dans le film Voy a explotar, un drame dans lequel elle interprète le rôle de Lucía. En 2009, elle donne vie au personnage de María dans Oveja negra (2009), du réalisateur Humberto Hinojosa Ozcariz. En 2010, elle tourne dans Ameneceres oxidados réalisé par Diego Cohen, dans lequel elle travaille avec les acteurs Armando Hernández (es), Catalina López, Ari Brickman et Alan Chávez. En 2010, elle est coproductrice du court-métrage El retrete de Elena. En 2011, elle joue le rôle de Mila dans la série Soy tu fan. En 2013, elle joue dans Alguien más. 
En 2014, Televisa lui offre l'occasion de jouer pour la première fois dans une telenovela où elle interprète le deuxième rôle, la méchante et capricieuse Nora Gaxiola Murillo dans El color de la pasión, où elle partage les rôles avec des acteurs comme Esmeralda Pimentel, René Strickler (es), Erick Elías, Claudia Ramírez et Eugenia Cauduro (es). Elle participe aussi au court-métrage Ficción de Juan Pablo Villavicencio Borges et au film Gloria de  Christian Keller en tant qu'Aline Hernández.

## Filmographie

### Télévision
| Année       | Titre                 | Personnage                   | Notes                 |
| ----------- | --------------------- | ---------------------------- | --------------------- |
| 2018        | Un extraño enemigo    | Laura (4 épisodes)           | Second rôle           |
| 2016        | Yago                  | Ambar Madrigal               | Rôle principal        |
| 2014        | El color de la pasión | Nora Gaxiola Murillo         | Second rôle principal |
| 2013 - 2014 | Dos Lunas (es)        | Soledad, Lune García (jeune) | Rôle principal        |
| 2013        | Alguien más (es)      | Laura                        | Rôle principal        |
| 2011        | Soy tu fan (es)       | Mila                         | Rôle principal        |

### Cinéma
| Année | Film                                    | Rôle             | Type                       | Réalisateur |
| ----- | --------------------------------------- | ---------------- | -------------------------- | --- |
| 2021  | Rendez-vous à Mexico                    | Danielle, "Dani" | Long métrage               | Gerardo Gatica González |
| 2020  | Aztech - The Movie (es)                 | Ximena           | Long métrage en 9 segments | Fernando Campos Jaime Jasso Rodrigo Ordóñez Gigi Saul Guerrero Leopoldo Laborde Francisco Laresgoiti J. Xavier Velasco, Alejandro Molina Jorge Malpica Ulises Gúzman |
| 2020  | Menendez : Le jour du seigneur          | Raquel           |                            | Santiago Alvarado Ilarri |
| 2020  | La diosa del asfalto                    | Max              |                            | Julián Hernández |
| 2020  | Fractal                                 | Mónica           |                            | Mariana González |
| 2020  | Sin hijos                               | Mabel            |                            | Roberto Fiesco |
| 2019  | Esto no es Berlín (es)                  | Rita             |                            | Hari Sama |
| 2019  | Como si fuera la primera vez (es)       | Lucía, "Luci"    |                            | Mauricio Valle |
| 2019  | Mentada de padre (es)                   | Rose             |                            | Mark Alazraki Fernando Rovzar |
| 2017  | Fiebre                                  | Romina           | Court métrage              | Pradip Romay |
| 2017  | Todos queremos a alguien                | Lily Álvarez     |                            | Catalina Aguilar Mastretta |
| 2016  | La vida inmoral de la pareja ideal (es) | Martina (jeune)  | Long métrage               | Manolo Caro |
| 2014  | Gloria                                  | Aline            |                            | Christian Keller |
| 2014  | Mío                                     |                  | Court métrage              | José Solórzano |
| 2013  | Ficción                                 | La fiancée       | Court métrage              | Juan Pablo Villavicencio Borges |
| 2010  | Amaneceres oxidados                     | Andrea           |                            | Diego Cohen |
| 2010  | El retrete de Elena                     | Coproductrice    | Court métrage              | Juan Pablo Villavicencio Borges |
| 2009  | Oveja negra                             | María            |                            | Humberto Hinojosa Ozcariz |
| 2008  | Voy a explotar                          | Lucía            |                            | Gerardo Naranjo |